# Viadukt Otovec
Viadukt Otovec je 225 metrov dolg železniški viadukt v jugovzhodni Sloveniji, v bližini naselja Otovec v Beli krajini. Čezenj poteka železniška proga Ljubljana–Metlika.

## Zgodovina
Gradnja viadukta se je pričela avgusta 1912. Prvotni viadukt je bil zgrajen iz lomljenega kamenja in je imel 12 lokov. Sedmi lok z novomeške in peti lok s črnomaljske strani je povezovala 50 metrov dolga in skoraj dvesto ton težka jeklena predalčna konstrukcija. Izdelavo konstrukcije je že ob začetku gradnje belokranjske proge dobila delniška družba za gradnjo mostov iz Gradca. 
Viadukt so oktobra 1943 partizani minirali in s tem onemogočili železniški promet okupatorskim silam. Leta 1946 so viadukt obnovili, prvotno jekleno konstrukcijo pa so nadomestili z dvema dodatnima betonskima stebroma.
- Gradnja viadukta leta 1914
- Viadukt pred 2. svetovno vojno
- Viadukt so leta 1943 z miniranjem porušili partizani
- Viadukt danes
- Viadukt danes